# Antonio Turra
Antonio Turra (* 25 de marzo de 1730 Vicenza - 6 de septiembre de 1796 id.) fue un médico y botánico italiano, 
Sus padres fueron Giovanni Batta Turra, y la madre Angela Spezzato, burgueses e instruidos. Se graduó en Medicina y Filosofía en la Universidad de Padua, e inició el ejercicio de la profesión médica en Vicenza. Conoce a Elisabetta Caminer y se casan probablemente en 1772. Mujer culta e ilustrada, fue escritora y traductora de autores extranjeros contemporáneos, pubblicando por años en el "Giornale Enciclopedico"».
Por su fama de insigne botánico, fue miembro honorario de varias Academias científicas en Italia y en el extranjero: "Fisiografía di Lunden de Suecia; Física de Zúrich; Curiosidades de la natura de Berlín; Botánica de Florencia, Agraria de Údine, Aspirantes de Conegliano, etc. Entra a formar parte de la Agraria de Vicenza como censor, luego secretario de Giovanni Arduino, que en 1771 se va a Venecia como Superintendente de Agricultura. Después de los dos primeros años, pasa a personal perpetuo, hasta 1797, año de su muerte, en donde la Academia cesa de existir por cambios políticos.

## Obra
- Catalogous plantarum horti Corneliani methodo sexuali dispositus anno MDCCLXXI, atque ab Antonio Turra elaboratus

- Vegetabilia Italiae indígena, methodo linneiano disposita

- Florae italicae prodromus, catálogo de cerca de 1700 especies italianas, clasificadas siempre según el método de Linneo, al cual le adjuntó el suplemento Insecta vicentina.

- De' modi di procurare la moltiplicazione de' bestiami

- La abreviatura «Turra» se emplea para indicar a Antonio Turra como autoridad en la descripción y clasificación científica de los vegetales.[1]